# Хаски, Гарри
Га́рри Ха́ски (англ. Harry Huskey; 19 января 1916, Уиттиер, Северная Каролина — 9 апреля 2017, Санта-Круз, Калифорния) — американский учёный-математик, один из первых компьютерных инженеров и компьютерных дизайнеров в мире. 

## Биография

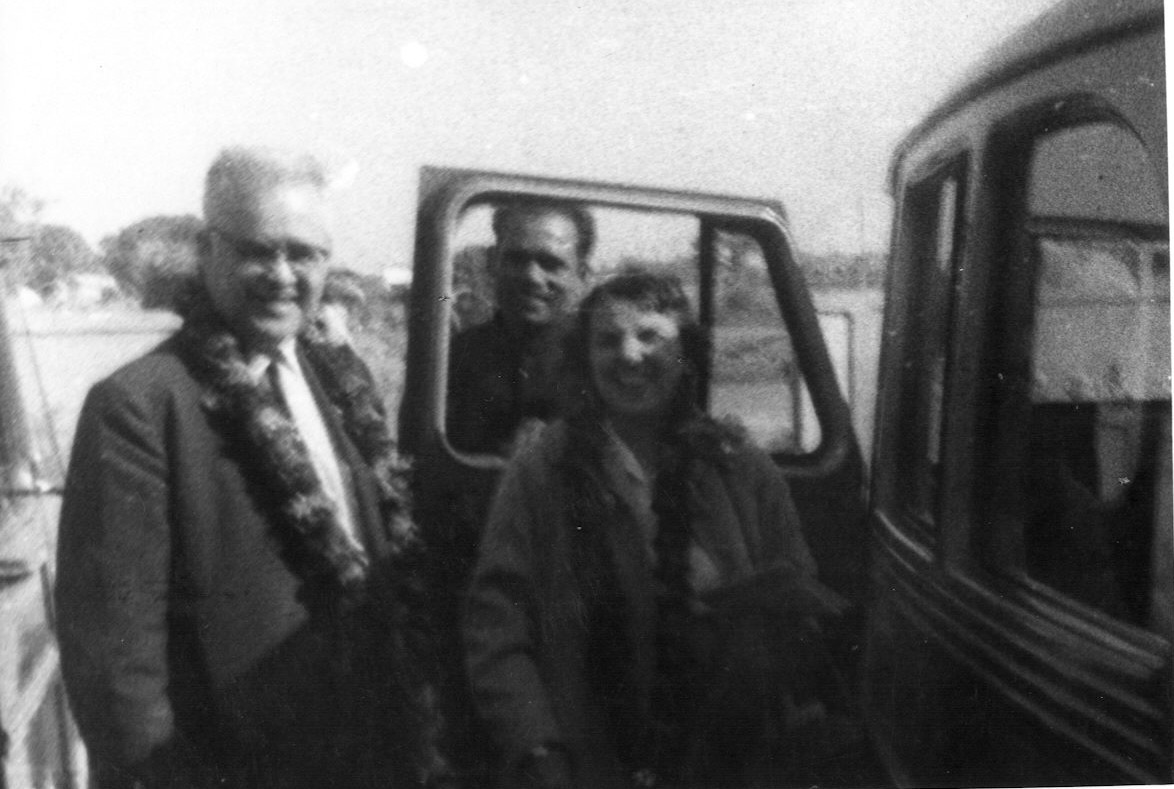
Гарри Хаски (слева) на экскурсии по Группа монументов Кхаджурахо (Кхаджурахо, Мадхья-Прадеш, Индия, 1964 год).

Родился в лесозаготовительном поселении Уиттьер (Северная Каролина, США). Отец — Корнелиус, содержал лавку мороженого и лесопилку; мать — Миртл Каннингем. В 1918 году отец бросил семью и уехал в Айдахо, где купил овечье ранчо. После развода Миртл также стала владелицей ранчо.
Его родители и предки во многих поколениях были простыми рабочими, не имевшими даже среднего образования. Детство и юность провёл в штате Айдахо, где окончил колледж (первым в роду Хаски). В 1937 году окончил Айдахский университет с присуждением степени бакалавра, в 1943 году — Университет штата Огайо с присвоением степени магистра и доктора философии за свою дипломную работу Contributions to the Problem of Geocze. Вёл преподавательскую деятельность в Пенсильванском университете, читал лекции по математике студентам — военнослужащим ВМФ. С началом Второй мировой войны сделал попытку записаться в армию, но не был допущен к военной службе из-за проблем со зрением.
В 1945 году был приглашён для создания первых компьютеров в мире — ЭНИАК и EDVAC. Продолжил работу с компьютерами, работая в США над SEAC, а в Великобритании (в Национальной физической лаборатории), с января 1947 года по декабрь 1948 года, совместно с Аланом Тьюрингом, над Pilot ACE.
В 1949—1954 годах являлся сотрудником Национального института стандартов и технологий, Лос-Анджелес, внёс существенный вклад в создание американского компьютера SWAC, затем работал над Bendix G-15. В июле 1954 года перешел в Калифорнийский университет в Беркли, где его учеником стал Никлаус Вирт, в 1967 году — в Калифорнийский университет в Санта-Крузе, в котором основал компьютерно-информационный научный центр и стал его президентом.
В 1963—1964 году посещал Индию, там он основал компьютерный центр в Институте технологии в Канпуре. Чуть позднее также выступил основателем аналогичного центра в Рангунском университете (Янгон, Бирма).
В 1986 году в связи с возрастом прекратил преподавание в Калифорнийских университетах и стал профессор-эмеритом.
Скончался в возрасте 101 год 2 месяца и 20 дней в городе Санта-Круз (Калифорния).

### Личная жизнь
С конца 1940-х годов был женат на своей лучшей ученице, математике Вельме Роэт, которая скончалась в 1991 году. У пары было четверо детей: дочери Кэролайн (Джо) Дикинсон, Роксанн Дуайер и Линда (Джером) Реттерат, и сын Дуг (Анна) Хаски. В 1994 году 78-летний профессор женился второй раз на женщине по имени Нэнси Гриндстафф, но пережил и её (она скончалась в 2015 году).

## Признание
- 1982 — медаль «Пионер компьютерной техники» за SWAC
- 1994 — Член Ассоциации вычислительной техники[англ.], а позднее — её президент
- 2013, апрель — Fellow Awards от Музея компьютерной истории[5]

## Избранная библиография
- 1980 — «Lady Lovelace and Charles Babbage» (совместно с Вельмой Роэт), журнал Annals of the History of Computing (Volume: 2, Issue: 4)
- 2004 — «Harry D. Huskey: His Story», изд. BookSurge Publishing ISBN 1-59457-680-7
- 2005 — «The ACE Test Assembly, the Pilot ACE, the Big ACE, and the Bendix G15» (глава 13, стр. 281—295) и «The state of the art in electronic digital computing in Britain and the United States (1947)» (глава 23, стр. 529—540) в книге Джека Копленда[англ.] «Alan Turing's Automatic Computing Engine», изд. Оксфордского университета, ISBN 0-19-856593-3